# Roxanna M. Brown
Roxanna Maude Brown (* 2. Mai 1946 in Illinois, USA; † 14. Mai 2008 in SeaTac, USA) war eine US-amerikanische und thailändische Kunsthistorikerin und vormalige Journalistin. Bis zu ihrem Tod war sie unter anderem  Direktorin des Southeast Asian Ceramics Museums der Universität Bangkok in Pathum Thani, Thailand, und eine weltweit anerkannte Autorität auf dem Gebiet der Erforschung südostasiatischer Keramik.

## Leben und Wirken
Roxanna Brown wurde auf eine Farm in Illinois geboren. An der Columbia University in New York erhielt sie 1968 ihren Bachelor of Arts. Anschließend arbeitete sie ab 1969 als freischaffende Journalistin in Südvietnam und Kambodscha, wo ihr Bruder Fred Leo Brown während des Vietnamkrieges seinen Militärdienst absolvierte und sie mit gerade einmal 22/23 Jahren zu den jüngsten akkreditierten Kriegsberichterstattern gehörte. Bedingt durch ihr in der Region erwachendes Interesse für südostasiatische Keramik setzte sie ab 1972 ihre Studien an der Nationaluniversität Singapur fort und schloss diese 1973 an der School of Oriental and African Studies in London mit dem Master of Arts ab.
1977 veröffentlichte sie die erste Auflage ihres Grundlagenwerkes The Ceramics of South-East Asia. Their Dating and Identification, das sich im Laufe der Jahre und Auflagen zur „Bibel“ ihres Fachs entwickeln sollte und auch heute noch als unverzichtbares Standardwerk gilt. 1980 heiratete sie einen Thailänder, nahm neben der US-amerikanischen die thailändische Staatsangehörigkeit an und zog nach Bangkok. Anfang der 1980er Jahre erlitt sie einen beinahe tödlichen Verkehrsunfall, der zur Amputation eines Beines führte. Im Jahre 2000 erschien ihre – gemeinsam mit Sten Sjostrand veröffentlichte, die Keramikhistorie Südostasiens umwälzende – Publikation Turiang. A Fourteenth-Century Shipwreck in Southeast Asian Waters. 2004 wurde sie an der University of California, Los Angeles (UCLA) mit einer Arbeit über das so genannte „Ming Gap“  promoviert, einen rund 300 Jahre umfassenden Zeitraum, der durch das Fehlen chinesischer Keramik im südostasiatischen Raum infolge der isolationistischen Handelspolitik durch die Kaiser der Ming-Dynastie und des infolgedessen anhebenden Booms regionaler Keramikwaren geprägt ist. Wieder einmal revolutionierten Browns Analysen – laut Rezensionen ihrer Kollegen – das Verständnis für die Handelsstrukturen in der Region.

## Verhaftung und Tod
Am 9. Mai 2008 reiste sie in die USA, um bei einem Symposium über südostasiatische Keramik an der University of Washington einen Vortrag zu halten. Noch am selben Tag wurde sie in ihrem Hotel durch Bundesagenten verhaftet, die auf Grund eines relativ geringfügigen Steuervergehens, durch das ein möglicher Zusammenhang mit dem Schmuggel von asiatischen Kulturgütern zugunsten US-amerikanischer Museen konstruiert werden konnte, gegen sie ermittelten. Da sie sowohl die US-amerikanische als auch die thailändische Staatsangehörigkeit besaß, unterstellten die Behörden Fluchtgefahr und inhaftierten sie im Bundesgefängnis in SeaTac.
Roxanna Maude Brown starb in der Nacht vom 13. auf den 14. Mai 2008 in ihrer Zelle an Peritonitis, verursacht durch die Perforation eines Magengeschwürs, nachdem ihr medizinische Hilfe verweigert worden war. Der Fall – sowohl ihre Verhaftung als auch die bizarren Umstände ihres Todes – schockierte die Fachwelt und erregte mediale Aufmerksamkeit. Die Los Angeles Times widmete ihrem Leben, Wirken und Sterben eine dreiteilige Artikelreihe. In anderen Medien wurde der Fall als prominentes Beispiel für die Verrohung der US-amerikanischen Gesellschaft im Allgemeinen sowie der Entmenschlichung der amerikanischen Justiz durch die Aushebelung der Menschenrechte infolge des Patriot Acts im Besonderen kritisiert. Die Familie strengte eine Klage gegen die US-Behörden an, die im Sommer 2009 mit einem Vergleich bei einer Zahlung von USD 880.000 Schmerzensgeld endete.

## Veröffentlichungen

### Monographien
- Ceramic excavations in the Philippines. Southeast Asian Ceramic Society, Singapore 1972.
- The legacy of Phra Ruang. An exhibition of Thai ceramics and of ancient pottery from Ban Chieng. Bluett & Sons, London 1974.
- The history of ceramic finds in Sulawesi. Southeast Asian Ceramic Society, Singapore 1974.
- u. a.: A Khmer kiln site, Surin province. Siam Society, Bangkok 1974.
- Legende und Wirklichkeit. Frühe Keramiken aus Südostasien. Ausstellung des Museums für Ostasiatische Kunst, Köln, vom 2. März bis 17. April 1977. Museen der Stadt Köln, Köln 1977.
- Legend and reality. Early ceramics from South-East Asia. Oxford University Press, Kuala Lumpur, New York 1977.
- The Ceramics of South-East Asia. Their Dating and Identification. Oxford University Press, Kuala Lumpur, New York 1977.
- mit Adrian M. Joseph: South-East Asian and Chinese trade pottery. An exhibition catalogue. Oriental Ceramic Society of Hong Kong, Hong Kong 1979.
- The Ceramics of South-East Asia. Their Dating and Identification. 2nd edition. Art Media Resources, Chicago 1987, 2000, ISBN 1-878529-70-6.
- u. a.: Chinese and Southeast Asian whiteware found in the Philippines. Oxford University Press, Singapore 1993, ISBN 0-19-588615-1.
- Guangdong ceramics from Butuan and other Philippine sites. An exhibition catalogue presented by the Oriental Ceramic Society of the Philippines jointly with the National Museum October 3–19, 1988. Oriental Ceramic Society of the Philippines, Manila 1989, ISBN 0-19-588948-7.
- mit Sten Sjostrand: Turiang. A Fourteenth-Century Shipwreck in Southeast Asian Waters. Pacific Asia Museum, Pasadena 2000, ISBN 1-877921-17-3.
- mit Sten Sjostrand: Maritime Archaeology and Shipwreck Ceramics in Malaysia. Dept. of Museums & Antiquities, Kuala Lumpur 2001, ISBN 967-9935-16-7.
- mit T. K. Sabapathy u. a.: Past, present, beyond. Re-nascence of an art collection. National University of Singapore, Singapore 2002, ISBN 981-04-5775-8.
- The Ming gap and shipwreck ceramics in Southeast Asia. Towards a chronology of Thai trade ware. Siam Society, Bangkok 2009, ISBN 978-974-9863-77-0.
- Southeast Asian Ceramics Museum, Bangkok University. Bangkok University Press, Bangkok 2009, ISBN 978-974-219-215-0.

### Aufsätze (Auswahl)
- Last Shipments from the Thai Sawankhalok Kilns. In: Robert L Brown (Hrsg.): Art from Thailand. Marg Publications, Mumbai 1999, ISBN 81-85026-46-7, S. 93–103.
- Sangkhalok and Asia. In: Charnvit Kasetsiri (Hrsg.): Sangkhalok-Sukhothai-Ayutthaya and Asia. Toyota Thailand Foundation and The Foundation for the Promotion of Social Science and Humanities Textbooks Project, Bangkok 2002, ISBN 974-90817-7-3, S. 74–92.